# Provincia de Pomerania (1815-1945)
La provincia de Pomerania (en alemán: Provinz Pommern, pronunciado /pʁoˈvɪnt͡s ˈpɔmɐn/) fue una provincia del reino de Prusia y del Estado Libre de Prusia desde 1815 hasta 1945. En adelante sus territorios se convirtieron en parte de la Alemania ocupada y Polonia.

## Historia
Fue creada de la anterior provincia prusiana de Pomerania (1653-1815), que consistía de la Pomerania Central, la parte sur de Pomerania Occidental (Vorpommern), y la Pomerania Sueca. Reunía el territorio del anterior Ducado de Pomerania, que tras la paz de Westfalia en 1648 había sido dividido entre Brandeburgo-Prusia y Suecia. También, los distritos de Schivelbein y Dramburg, que anteriormente habían pertenecido a Neumark, fueron unidos a la nueva provincia.
Mientras en el reino de Prusia, la provincia fue fuertemente influida de las reformas de Karl August von Hardenberg y Otto von Bismarck. La Revolución Industrial tuvo impacto principalmente en el área de Stettin y en las infraestructuras, mientras la mayor parte de la provincia mantuvo su carácter rural y agrícola. Desde 1850, la migración neta fue negativa; los pomeranos emigraron a Berlín, las regiones industriales de Alemania occidental y al extranjero.
Después de la I Guerra Mundial, fueron introducidos en la provincia la democracia y el derecho al sufragio de la mujer. Después de la abdicación de Guillermo II, se convirtió en parte del Estado Libre de Prusia. La situación económica empeoró debido a las consecuencias de la I Guerra Mundial y la recesión mundial. Como en el previo reino de Prusia, Pomerania era una fortaleza de los conservadores nacionalistas que continuaron durante la República de Weimar.
En 1933, los nazis establecieron un régimen totalitario, concentrando la administración de la provincia en manos de los Gauleiter, e implementando el Gleichschaltung. La invasión de Polonia en 1939 fue lanzada en parte desde suelo pomerano. Los miembros de las poblaciones judías y polacas (cuyas minorías vivían en la región) fueron clasificados como subhumanos por el estado alemán durante la guerra y fueron objeto de represión, trabajo esclavo y ejecuciones. La oposición fue arrestada y ejecutada; los judíos que en 1940 no habían emigrado fueron deportados al campo de concentración de Lublin. Aparte de los bombardeos aéreos dirigidos desde 1943, la II Guerra Mundial llegó a la provincia a principios de 1945 con la ofensiva de Pomerania Oriental y la batalla de Berlín, ambas lanzadas y ganadas por el Ejército Rojo de la Unión Soviética. La insuficiente evacuación dejó a la población sujeta a los asesinatos, las violaciones de guerra, y al saqueo de los sucesores.
Cuando terminó la guerra, la línea Oder-Neisse cortaba la provincia de dos partes desiguales. La parte occidental, más pequeña, se convirtió en parte del estado de Alemania Oriental de Mecklemburgo-Pomerania Occidental.  La parte oriental, más grande, fue añadida al voivodato de Szczecin de la Polonia de postguerra. Después de la guerra, los alemanes étnicos fueron expulsados de Polonia y la región fue repoblada con polacos. En la actualidad la mayor parte de la provincia permanece dentro del voivodato de Pomerania Occidental, cuya capital es Szczecin.

## Divisiones administrativas
Hasta 1932, la provincia fue subdividida en las gobernaciones  (Regierungsbezirk) Köslin (parte oriental, Pomerania Central), Stettin (parte suroccidental, Altvorpommern), y Stralsund (parte noroccidental, Neuvorpommern). La región de Stralsund fue unida a la región de Stettin en 1932. En 1938, Grenzmark Posen-Westpreußen (parte suroriental, creada de la anterior provincia prusiana de Grenzmark Posen-Westpreußen) fue fusionada con la provincia. La capital provincial fue Stettin (ahora Szczecin), las capitales de los  Regierungsbezirk fueron Köslin (ahora Koszalin), Stettin, Stralsund y Schneidemühl (ahora Pila), respectivamente.

## Superficie y población
En 1905 la Provincia de Pomerania tenía 1.684.326 habitantes, entre ellos 1.616.550 protestantes, 50.206 católicos, y 9.660 judíos. Vivían allí 14.162 habitantes (1900) cuya lengua nativa era el polaco (en la frontera con Prusia Occidental), y 310 (junto al lago Leba y el lago Garde) cuya lengua nativa era el casubio. El área de la provincia alcanzaba los 30.120 km², con una población de 1.878.780 habitantes.